# Visore Aiuto
Visore Aiuto è un'applicazione sviluppata dalla Apple Inc. per il sistema operativo macOS. Si tratta di un visore HTML basato su WebCore, destinato a visualizzare pagine di aiuto e altra documentazione. Esso si trova al percorso /System/Library/CoreServices/Help Viewer.app.
Gli indici sono generati da Help Indexer e hanno come estensione file .help. Invece che utilizzare sistemi proprietari, le applicazioni di macOS utilizzano Visore Aiuto per visualizzare il contenuto del proprio aiuto.
Con Mac OS X Leopard, l'applicazione non è direttamente visibile all'utente (ad esempio non appare nel Dock e non mostra una propria barra dei menu), ma la sua finestra è fluttuante.

## Funzionalità
L'applicazione, appena aperta, mostra a sinistra un menu che permette di navigare all'interno dei vari argomenti.
Visore Aiuto consente inoltre di:
- Ingrandire o rimpicciolire i caratteri delle pagine di aiuto;
- Stampare le pagine di aiuto;
- Navigare tra i manuali dei diversi programmi attraverso il menu Libreria e un pulsante popup;
- Andare avanti e indietro nella cronologia delle pagine visitate, come un browser web;
- Porre domande o cercare dei termini tramite un apposito campo di ricerca;
- Consultare le pagine di aiuto esterne presenti sui server Apple;
- Lanciare applicazioni o script per accedere alle funzioni di cui tratta la pagina di aiuto visualizzata.